# Juan Tizol
Juan Tizol Martínez (Vega Baja, 22 gennaio 1900 – Inglewood, 23 aprile 1984) è stato un trombonista e compositore portoricano naturalizzato statunitense, considerato un virtuoso del trombone a pistoni.

## Biografia
Imparò la musica da autodidatta e con l'aiuto di suo zio, suonando nella banda comunale di San Juan. Emigrò negli Stati Uniti, a Washington DC, negli anni venti e fu ingaggiato da Duke Ellington nel 1929 rimanendo come parte indispensabile della sua orchestra per 15 anni.
Tizol era un virtuoso del trombone a pistoni, anche se i suoi detrattori ne criticavano lo stile, a loro detta troppo mellifluo. Ma Duke Ellington seppe sfruttare il suo talento cucendogli addosso arrangiamenti geniali: il fatto che lo strumento di elezione fosse il trombone a pistoni e non il più comune e meno agile trombone a tiro permise a Duke di scrivere parti per trombone molto più veloci e dall'ampio respiro, esplorando nuovi effetti.
Nel 1944 Tizol si spostò in California lasciando l'orchestra di Ellington per quella di Harry James. Negli anni cinquanta ridusse l'attività concertistica, non tralasciando qualche ritorno sporadico con Duke, e si dedicò alle registrazioni in studio (fra gli altri suonò per Frank Sinatra).
Oltre ad essere un ottimo trombonista, Tizol era un musicista eccellente e completo; era noto per la sua puntualità, e perciò Ellington spesso contava su di lui per condurre, in sua assenza, le prove dell'orchestra.
Tizol fu anche un compositore, e in questa veste predilesse il Latin jazz ed i temi musicali esotici. Durante il periodo ellingtoniano compose pochi brani, ma molti di essi divennero famosissimi, basti ricordare gli standard Caravan e Perdido che fu in seguito interpretata da Sarah Vaughan e Dinah Washington, mentre il primo brano lanciò internazionalmente Billy Eckstine.
Fra i vari brani composti da Tizol si ricordano anche Bakiff, Pyramid, Moonlight Fiesta, Conga Brava, Sphinx e Keb-lah.
Juan Tizol morì nel 1984 a Inglewood, California.